# Dinastia artaxíada

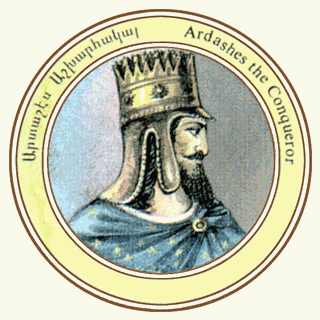
Representação moderna de

Artaxíada ou artáxida (em armênio/arménio: Արտաշեսյան արքայատոհմ; romaniz.: Artashesyan ark’ayatohm) foi uma dinastia que governou o Reino da Armênia de 189 a.C. até sua derrubada pelos romanos em 12 d.C. Seu reino incluía a Armênia Maior, Sofena e, intermitentemente, a Armênia Menor e partes da Mesopotâmia. Seus principais rivais eram os romanos, o Império Selêucida e o Império Parta, contra os quais os armênios conduziram várias guerras.

## Contexto histórico
De acordo com o geógrafo Estrabão, Artaxias I e Zariadres eram dois sátrapas do Império Selêucida, que governavam as províncias da Armênia Maior e Sofena, respectivamente. Após a derrota dos selêucidas na Batalha de Magnésia em 190 a.C., se revoltaram e declararam sua independência, com Artaxias tornando-se o primeiro rei artaxíada em 188 a.C.. Segundo evidências descobertas nos últimos anos, os estudiosos tem considerado que Artaxias e Zariadres não eram generais estrangeiros, mas figuras locais relacionadas à dinastia orôntida (que governou a armênia desde pelo menos o século V a.C.).
Para além de seus nomes irano-armênios, pedras limítrofes com inscrições em aramaico aludem à relação entre as dinastias. Nina Garsoïan também reforça essa ideia ao rememorar o uso por Xenofonte do nome "Tigranes" para o príncipe herdeiro da Armênia em seu romance histórico, a Ciropédia (3.1.7). M. Chain vai além e afirma que os Arzerúnios e os artaxíadas eram aparentados com a linhagem orôntida.